# Pseudomysis dactylops
Pseudomysis dactylops är en kräftdjursart som beskrevs av W. M. Tattersall 1951. Pseudomysis dactylops ingår i släktet Pseudomysis och familjen Mysidae. Inga underarter finns listade i Catalogue of Life.